# Pavlo Beznosiuk
Pavlo Beznosiuk (né le 4 juillet 1960 à Sheffield) est un violoniste, chef d'orchestre britannique, spécialisé dans la pratique de l'Interprétation historiquement informée.

## Biographie
Fils de parents ukraino-irlandais, il est l'un des artistes les plus renommés dans le domaine de la musique ancienne, à la fois comme violoniste soliste, chambriste et chef d'orchestre. Il joue sur violon baroque ou moderne et une variété d'instruments à cordes, telle la viole d'amoure, le violon Renaissance, l'alto et les précurseurs médiévaux de la famille du violon et la vièle.
Il a joué avec de nombreux ensembles de notoriété mondiale, comme le Parley of Instruments, l'Amsterdam Baroque Orchestra, le Beethoven String Trio of London, le Hanover Band, le New London Consort et l'Orchestra of the Age of Enlightenment. Il a aussi collaboré avec l'ensemble polonais L'Arte dei Suonatori ou Le Parlement de Musique en France.
Il un des directeurs et Konzertmeister de l'Academy of Ancient Music et le directeur musical de l'Avison Ensemble.
Pavlo Beznosiuk est professeur de violon baroque au Conservatoire royal de La Haye, à la Guildhall School of Music and Drama et à  l'Royal Academy of Music. Sa sœur, Lisa Beznosiuk, est professeur de Flûte traversière baroque au Royal Academy of Music et au Royal College of Music.

## Discographie
- Heinrich Biber, Sonates du Rosaire - avec Paula Châteauneuf, théorbe ; Richard Tunnicliffe, viole de gambe, violone ; David Roblou, clavecin, orgue ; Timothy West, lecteur (30 novembre–4 décembre 2003, Avie Records Av 0038) (OCLC 811333481)

## Source
- (de) Cet article est partiellement ou en totalité issu de l’article de Wikipédia en allemand intitulé « Pavlo Beznosiuk » (voir la liste des auteurs).